# 산스크리트어화

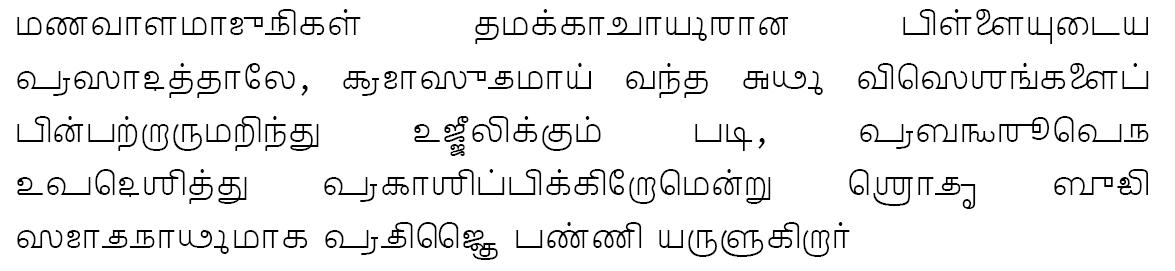
마니프라발람은 타밀 문자로 쓰여진 산스크리트어 양식의 타밀어이다.

산스크리트어화는 어휘, 문법 등 산스크리트어의 특징을 다른 언어에 도입하는 과정이다. 때때로 언어 공동체의 "힌두화" 또는 덜 일반적으로 공동체에 더 상위의 지위를 도입하는 것과 관련이 있다. 남아시아와 동남아시아 전역의 많은 언어들은 역사적으로 산스크리트어(또는 그 후손 언어인 프라크리트어와 오늘날의 인도아리아어군)에 의해 크게 영향을 받았다.
산스크리트어, 페르시아어, 영어의 영향을 받은 힌두스탄어에서 각각 힌디어, 우르두어, 힝글리쉬가 되는 것처럼 남아시아에서 산스크리트어화는 종종 언어의 페르시아어화 또는 영어화에 반대되는 의미로 쓰인다. 남아시아에서 산스크리트어화에 대한 지지는 브라만과 힌두 민족주의자들 사이에서 가장 높다.
인도에서도 타밀나두와 같은 지역들을 제외하고는 사람과 장소의 이름을 산스크리트어식으로 표기하는 것이 일반적이다.

## 역사

### 고대
거의 2,000년 동안 산스크리트어는 남아시아, 내륙아시아, 동남아시아, 그리고 어느 정도 동아시아에 걸쳐 영향력을 행사한 문화 질서의 언어였다. 베다 이후 산스크리트어의 중요한 형태는 인도의 서사시인 라마야나와 마하바라타의 산스크리트어에서 발견된다. 서사시에서 파니니에서 벗어난 부분은 일반적으로 파니니 이전의 것이 아니라 프라크리트어의 간섭이나 혁신으로 인한 것으로 간주되며, 전통 산스크리트 학자들은 이러한 부분을 고대 작가들의 전통적인 호칭인 '리쉬의'라는 뜻의 아르샤(आर्ष)라고 부른다. 일부 문맥에서는 고전 산스크리트어보다 더 많은 "프라크리트화"(일반 언어에서 차용한 것)도 나타난다. 불교 혼성 산스크리트어는 중세 인도 아리아 언어의 영향을 많이 받은 문학 언어로, 초기 불교 프라크리트어 문자를 기반으로 하며 이후 다양한 정도로 고전 산스크리트어 표준에 동화되었다.

### 현대 시대
중세 시대에 인도어는 특히 북서부 아대륙에서 무슬림의 침입으로 인해 페르시아어로부터 많은 영향을 받았다.  식민지 시대의 교육 정책, 종교 민족주의, 일부 산스크리트어화된 인도어의 영향은 힌두교도와 무슬림이 언어적 영향에서 점점 더 분리되는 역할을 했으며, 힌두교도는 산스크리트어 단어와 산스크리트어와 관련된 데바나가리 문자를 사용하여 힌디어를 쓰는 경향이 있다.
1947년 인도 분할 이래로, 한 때 산스크리트어를 국어로 만드는 것을 고려했던 인도 정부는 대신 힌디어를 더욱 산스크리트어화시키는 것이 인도인들이 배우기 더 쉽고, 파키스탄에서 사용되는 우르두어와 거리를 두는 방법이라고 생각하며, 산스크리트어를 발전시키기 위해 노력해 왔다. 산스크리트어는 영어 단어를 기반으로 번역차용을 형성함으로써 몇몇 남아시아 언어에서 현대 개념과 기술을 설명하기 위한 새로운 단어를 형성하는 데 사용되어 왔다. 게다가, 다른 언어로 토착화된 산스크리트어 단어들은 드라비다어족 같은 다른 언어 계열의 단어들과 혼합되어 새로운 단어를 형성해 왔다.
문화적 논쟁은 산스크리트어가 힌디어로 얼마나 등장해야 하는지, 페르시아어와 영어의 영향을 얼마나 수용할 수 있어야 하는지에 대한 논쟁으로 대두되었는데, 힌두 민족주의자들은 산스크리트어화된 힌디어를 선호하고, 우르두어가 무슬림과 연관된 언어이기 때문에 부분적으로 반대하고, 일부는 영화에 우르두어와 영어가 너무 많이 등장한다는 이유로 힌디어 발리우드 영화 산업을 보이콧하고 있다.